# 陈璚 (成化进士)
陳璚（1440年—1506年），字玉汝，號成齋，直隸蘇州府長洲縣人，明朝政治人物。

## 生平
生於正統五年（1440年）。與同府王鏊、吳寬及沈周等過從甚密，並收藏眾多書畫。成化四年（1468年）戊子科應天鄉試第十二名舉人，十四年（1478年）戊戌科二甲第十七名進士。改翰林院庶吉士，授戶科給事中，歷升戶科左給事中、戶科都給事中、大理寺左寺丞、大理寺左少卿、南京都察院左僉都御史，升左副都御史、提督操江。為人善諫，曾論劾寧陽侯陳輔諸多不法之事。弘治十七年（1504年）七月十五日晚上，海賊施天泰率十二艘船至太倉州，縱火西進至蠶子鋪才折返。朝廷命令陳璚與蘇松巡撫魏紳撫剿，魏紳命令蘇州府知府林世遠招降施天泰，免死，流放滇南。一年後，其餘黨施安、鈕東山等再作亂，陳璚被論劾，致仕。正德元年（1506年）九月十日卒，享年六十七歲，賜祭葬。

## 著作
為古文詞，不屑為腐俗語，尤工詩。著有《成齋集》。與杜瓊、陳頎等合纂《蘇州府志》。

## 家族
曾祖陳榮；祖父陳子富；父陳孟善。有四子：陳鎡、陳鑰、陳鍵、陳鍭，二女。八孫：陳濤、陳淳（陳鑰之子）、陳津、陳汸、陳漢、陳泓、陳洵、陳汭。四曾孫。